# Municipio de Martin (condado de Sheridan)
El municipio de Martin (en inglés: Martin Township) es un municipio ubicado en el condado de Sheridan en el estado estadounidense de Dakota del Norte. En el año 2010 tenía una población de 40 habitantes y una densidad poblacional de 0,43 personas por km².

## Geografía
El municipio de Martin se encuentra ubicado en las coordenadas 47°48′14″N 100°7′24″O / 47.80389, -100.12333. Según la Oficina del Censo de los Estados Unidos, el municipio tiene una superficie total de 93 km², de la cual 89,94 km² corresponden a tierra firme y (3,29 %) 3,06 km² es agua.

## Demografía
Según el censo de 2010, había 40 personas residiendo en el municipio de Martin. La densidad de población era de 0,43 hab./km². De los 40 habitantes, el municipio de Martin estaba compuesto por el 100 % blancos. Del total de la población el 0 % eran hispanos o latinos de cualquier raza.